# Karim Traïdia
Karim Traïdia (àrab: كريم تريديا, Karīm Traydiyā; Besbes, Algèria, 1949) és un director de cinema algeriano-holandès, germà de l'actor Hakim Traïdia.
Va estudiar sociologia a París i es va traslladar a viure als Països Baixos el 1979. El 1991 va completar la seva formació a l'Acadèmia Neerlandesa de Cinema i Televisió. El 1991 es va graduar amb De onmacht (nominada Gouden Kalf al millor curtmetratge, Premi de la Ciutat de Milà, Millor pel·lícula a Oberhausen, Premi Kodack a Munic). El seu primer llargmetratge De Poolse bruid (1998) va guanyar un Gouden Kalf al millor director i al premi del públic a Rotterdam, rep una nominació al Globus d'Or, Premi Europa a Berlín, a la millor obra europea a Los Angeles AFI. Va rebre el Charlotte Köhler Stipendium per Lijdensweg.
El seu segon llargmetratge, Les diseurs de verité (2000) va guanyar la Palmera d'Or a la millor pel·lícula i el premi a la millor interpretació masculina a la XXI edició de la Mostra de València, i va ser seleccionada al Premi Tigre de Rotterdam i va guanyar diversos premis del Jurat i del Públic.

## Filmografia
- De onmacht (curtmetratge, 1991)
- Lijdensweg (1993)
- De Poolse bruid (1998)
- Les diseurs de vérité (2000)
- Eilandsgasten (2005)
- Vrij Spel (2010)
- Koning van de Maas (sèrie de televisió, 2011)
- Chroniques de mon village (2016)
- Solar Eclipse: Depth of Darkness (2019)